# Can Casas (Sant Feliu de Pallerols)
Can Casas és un edifici de Sant Feliu de Pallerols (Garrotxa) inclòs a l'Inventari del Patrimoni Arquitectònic de Catalunya.

## Descripció
Es tracta d'un edifici civil de grans dimensions de planta baixa i dos pisos. A banda i banda del cos principal hi destaquen dos torres que sobresurten en alçada, formant quatre arcs dividits per columnes sostingudes per capitells. També hi ha una tribuna situada al mig de l'edifici on apareixen detalls plenament modernistes, com ferros forjats i vidrieres amb motius florals.
Tot l'edifici té una aparença sòlida i la gran quantitat d'elements decoratius fan de l'edifici n bell exemplar modernista.

## Història
L'edifici va ser construït entre els anys 1912-1914 per Esteve Casas Cufí.